# Bumaji
El bumaji és una llengua que es parla al sud-est de Nigèria. Es parla al poblat de Bumaji, a la LGA d'Obudu, a l'estat de Cross River.
El bumaji és una llengua de la família lingüística de les llengües bendi, que formen part de les llengües del riu Cross. Les altres llengües que formen part de la seva família lingüística són l'alege, el bekwarra, el bete-bendi, el bokyi, l'ubang, l'ukpe-bayobiri i l'utugwang-irungene-afrike, totes elles de Nigèria.

## Ús
El bumaji té un ús vigorós (6a). Tot i que no està estandarditzada, és utilitzada per a població de totes les generacions.

## Població i religió
El 75% dels 16.000 bumaji-parlants professen religions cristianes. D'aquests, el 60% són protestants, el 20% són catòlics i el 20% segueixen esglésies cristianes independents. El 25% restant creu en religions tradicionals africanes.